# Masicera silvatica
Masicera silvatica là một loài ruồi trong họ Tachinidae.